# ASPRV1
ASPRV1 (англ. Aspartic peptidase retroviral like 1) – білок, який кодується однойменним геном, розташованим у людей на 2-й хромосомі. Довжина поліпептидного ланцюга білка становить 343 амінокислот, а молекулярна маса — 36 991.
| 10         |  | 20         |  | 30         |  | 40         |  | 50         |
| ---------- |  | ---------- |  | ---------- |  | ---------- |  | ---------- |
| MGSPGASLGI |  | KKALQSEQAT |  | ALPASAPAVS |  | QPTAPAPSCL |  | PKAGQVIPTL |
| LREAPFSSVI |  | APTLLCGFLF |  | LAWVAAEVPE |  | ESSRMAGSGA |  | RSEEGRRQHA |
| FVPEPFDGAN |  | VVPNLWLHSF |  | EVINDLNHWD |  | HITKLRFLKE |  | SLRGEALGVY |
| NRLSPQDQGD |  | YGTVKEALLK |  | AFGVPGAAPS |  | HLPKEIVFAN |  | SMGKGYYLKG |
| KIGKVPVRFL |  | VDSGAQVSVV |  | HPNLWEEVTD |  | GDLDTLQPFE |  | NVVKVANGAE |
| MKILGVWDTA |  | VSLGKLKLKA |  | QFLVANASAE |  | EAIIGTDVLQ |  | DHNAILDFEH |
| RTCTLKGKKF |  | RLLPVGGSLE |  | DEFDLELIEE |  | DPSSEEGRQE |  | LSH        |

A: Аланін

C: Цистеїн

D: Аспарагінова кислота

E: Глутамінова кислота

F: Фенілаланін

G: Гліцин

H: Гістидин

I: Ізолейцин

K: Лізин

L: Лейцин

M: Метіонін

N: Аспарагін

P: Пролін

Q: Глутамін

R: Аргінін

S: Серин

T: Треонін

V: Валін

W: Триптофан

Кодований геном білок за функціями належить до гідролаз, протеаз, аспартилових протеаз. 
Локалізований у мембрані.